# UKP Unia Oświęcim

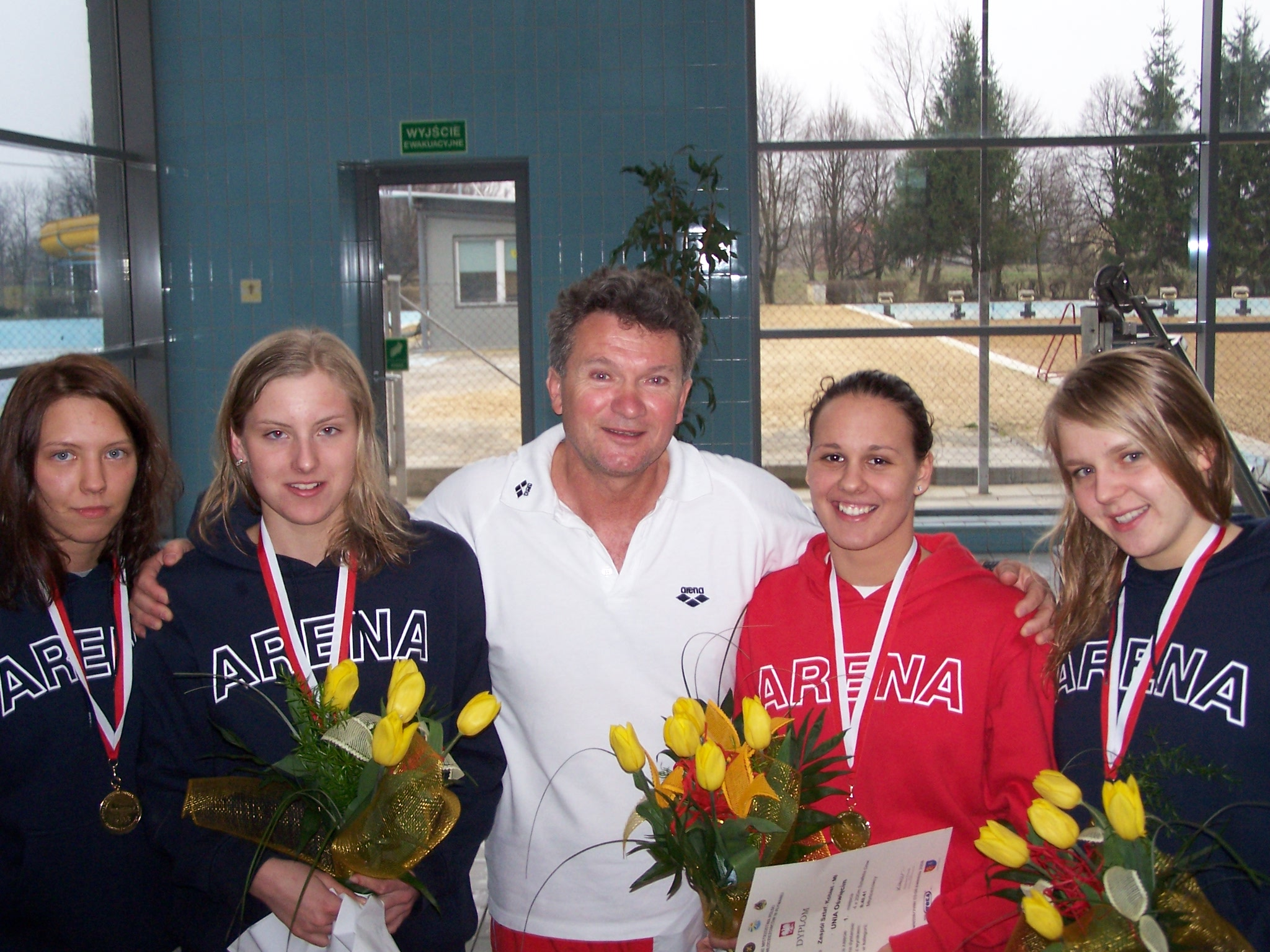
Złota sztafeta MP 2008 z trenerem Markiem Dorywalskim

Uczniowski Klub Pływacki Unia Oświęcim – klub sportowy w Oświęcimiu, założony w 1999, kontynuator sekcji pływackiej KS Unia Oświęcim.
Siedziba klubu:

ul. Chemików 4
 
32-600 Oświęcim

tel. 0 33 842 32 19, 0 33 847 43 63
Zawodnicy klubu trenują na 50 m basenie, zmodernizowanym w 1996 (zbudowany w 1972 był pierwszym w Polsce obiektem o wymiarach olimpijskich), spełniającym wszelkie wymogi sportowe i techniczne konieczne do przeprowadzania transmisji sportowych. Zainstalowana przegroda umożliwia przeprowadzanie zawodów na basenie 25 metrowym.

## Historia
Historia klubu zaczyna się w roku 1972, wtedy to utworzono sekcję pływacką przy KS Unia Oświęcim. Pierwszymi szkoleniowcami byli: Kazimierz Woźnicki, Włodzimierz Liszka, Mieczysław Wyporski i Jan Marek Strzała. Pierwsze złote medale wśród najmłodszych zawodników okręgu krakowskiego zdobyli Dorota Duda i Zbigniew Grochowski w 1974 Zbigniew Grochowski został dwa lata później pierwszym medalistą mistrzostw Polski młodzików, a Grażyna Dziedzic pierwszą mistrzynią Polski juniorów w 1977 wychowankiem klubu, podopiecznym Kazimierza Woźnickiego był niepełnosprawny zawodnik Grzegorz Biela, wielokrotny mistrz świata niepełnosprawnych, złoty medalista paraolimpiady w Toronto w 1976. Kolejne przełomowe wydarzenie w sekcji to ustanowienie pierwszego w historii klubu rekordu Polski seniorów na długim basenie przez Magdalenę Saternus w 1979. W 1981 Grażyna Dziedzic zdobyła brązowy medal na Mistrzostwach Europy Seniorów w Splicie, a rok później jako pierwsza polska pływaczka zapisała się w historii jako trzykrotna finalistka mistrzostw świata w Ekwadorze. W 1982 pokazała swój talent Aneta Chmelik, mistrzyni Polski i mistrzyni Europy juniorów z Innsbrucka. Następne lata to nieprzerwane pasmo sukcesów sekcji pływackiej Unii Oświęcim. Złote medale zdobywali: Małgorzata Głogowska, Małgorzata Zyzak, Lidia Matuzewicz, Zbigniew Olejnik, Bogdan Nicieja, Joanna Gierek, Iwona Iskierka, Maciej Haras, Monika Sujkowska, Dominik Matuzewicz. W 1999 w wyniku likwidacji KS Unia Oświęcim powołano Uczniowski Klub Pływacki Unia.

## Sukcesy UKP Unia

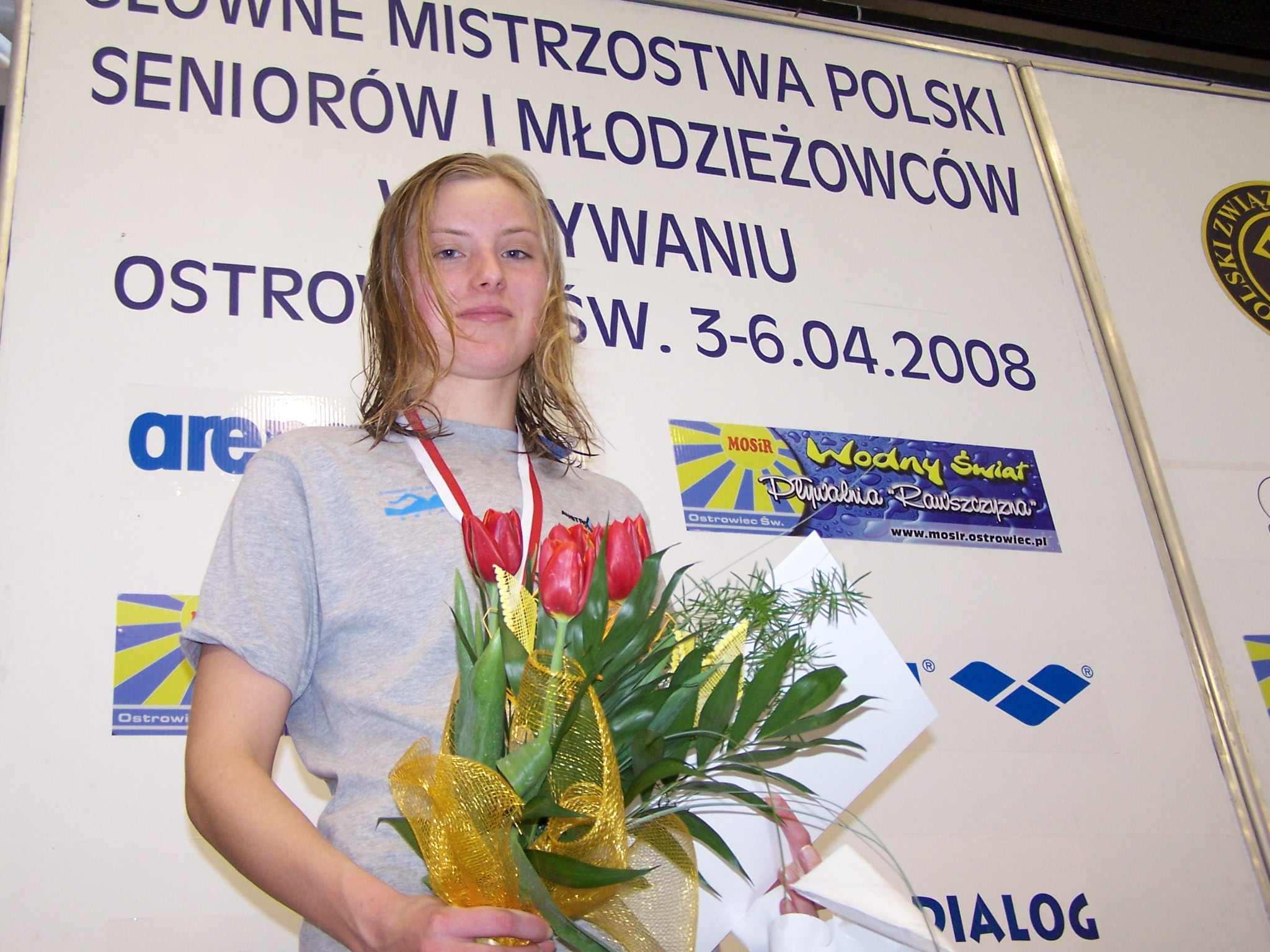
Aleksandra Cisowska - srebrny medal na 1500m MPS 2008

W 2000 klub zajął pierwsze miejsce w polskim rankingu klubowym zdobywając na Ogólnopolskiej Spartakiadzie Młodzieży 16 medali. W następnych latach sukcesy odnosiła Angelika Oleksy i zadebiutował medalowo jeszcze wówczas junior Paweł Korzeniowski, który w barwach Unii wywalczył do 2004 kilka medali, również jako senior, ostatnie cztery medale przed odejściem z klubu zdobył na mistrzostwach Europy w Wiedniu w grudniu 2004. Grupą mistrzostwa sportowego opiekowali się trenerzy Marek Dorywalski, Grzegorz Molenda, Barbara Lipniarska Skubiś i Kazimierz Woźnicki, a ich podopieczni z powodzeniem startowali w mistrzostwach Polski, mistrzostwach Europy i świata. W 2005 na mistrzostwach Europy w Budapeszcie odnosili sukcesy: Iwona Prędecka, Sławomir Wolniak i Ewa Jamborska. Ośmioro zawodników Unii jest w kadrze narodowej seniorów na 2008: Aleksandra Cisowska, Marlena Świderska, Tomasz Gaszyk, Mateusz Piątkowski, Jan Smoliński, Piotr Wielochowski, Sławomir Wolniak, Dawid Zieja.

## Aktualne rekordy Polski zawodników UKP Unia[2]

### Basen 25 m

#### juniorki 18 l
- 8:35.78, 800 m, styl dowolny – Angelika Oleksy, 14.12.01, Antwerpia
- 4:15.46, 4x100, styl dowolny, sztafeta – Patrycja Bajerkiewicz, Iwona Prędecka, Marlena Świderska, Aleksandra Cisowska, 29.01.06, Oświęcim (jako zawodniczki Unii Dwory Oświęcim)
- 8:25.96, 4x200 m, styl dowolny – Marlena Świderska, Patrycja Bajerkiewicz, Beata Kulińska, Aleksandra Cisowska, 27.01.06, Oświęcim (jako zawodniczki Unii Dwory Oświęcim)

#### juniorzy 18 l
- 2:09.62, 200 m, styl klasyczny – Sławomir Wolniak, 10.12.06, Helsinki
- 1:53.68, 200 m, styl motylkowy – Paweł Korzeniowski, 14.03.03, Dublin (jako zawodnik Unii Dwory Oświęcim)
- 0:56.28, 100 m, styl zmienny – Krzysztof Żołdak, 17.03.02, Oświęcim

#### juniorki 17 l
- 2:24.90, 200 m, styl dowolny – Iwona Prędecka, 28.01.06, Oświęcim (jako zawodniczka Unii Dwory Oświęcim)

#### juniorzy 17 l
- 1:56.89, 200 m, styl motylkowy – Paweł Korzeniowski, 01.12.02, Płock (jako zawodnik Unii Dwory Oświęcim)

#### juniorki 15 l
- 8:48.64, 800 m, styl dowolny – Joanna Gierek, 06.03.88, Lublin

### Basen 50 m

#### juniorzy 18 l
- 2:14.74, 200 m, styl klasyczny – Sławomir Wolniak, 20.05.06, Ostrowiec Św. (jako zawodnik Unii Dwory Oświęcim)
- 1:58.06, 200 m, styl motylkowy – Paweł Korzeniowski, 22.07.03, Barcelona (jako zawodnik Unii Dwory Oświęcim)
- 3:51.29, 4x100 m, styl zmienny, sztafeta – Tomasz Gaszyk, Sławomir Wolniak, Wojciech Gnela, Dawid Zieja, 26.11.06, Gorzów Wlkp.

#### juniorki 17 l
- 8:48.82, 800 m, styl dowolny – Joanna Gierek, 09.09.90, Rzym

#### juniorki 16 l
- 8:49.29, 800 m, styl dowolny – Joanna Gierek, 31.07.88, Amersfoort

#### juniorki 14 l
- 4:23.30, 400 m, styl dowolny – Aneta Chmelik, 06.08.82, Oświęcim
- 4:08.86, 4x100 m, styl dowolny, sztafeta – Aleksandra Nitka, Aleksandra Zagrodnik, Marta Korzeniowska, Paulina Sikora, 07.07.07, Drzonków
- 9:02.91, 4x200 m, styl dowolny, sztafeta – Aleksandra Nitka, Aleksandra Zagrodnik, Marta Korzeniowska, Paulina Sikora, 06.07.07, Drzonków

#### chłopcy 11 l
- 4:40.82, 4x100 m, styl dowolny, sztafeta – (brak danych), 21.12.96, Oświęcim

## Kadra trenerska
- Marek Dorywalski – trener, prezes klubu
- Piotr Woźnicki – trener, członek zarządu klubu
- Przemysław Ptaszyński - trener, członek zarządu klubu, pierwszy trener Pawła Korzeniowskiego
- Barbara Lipniarska Skubis – trener
- Jadwiga Zieleńska Starzec – trener
- Alicja Woźnicka – trener
- Marek Frączek – trener odnowy biologicznej

## Najlepsi zawodnicy 2007

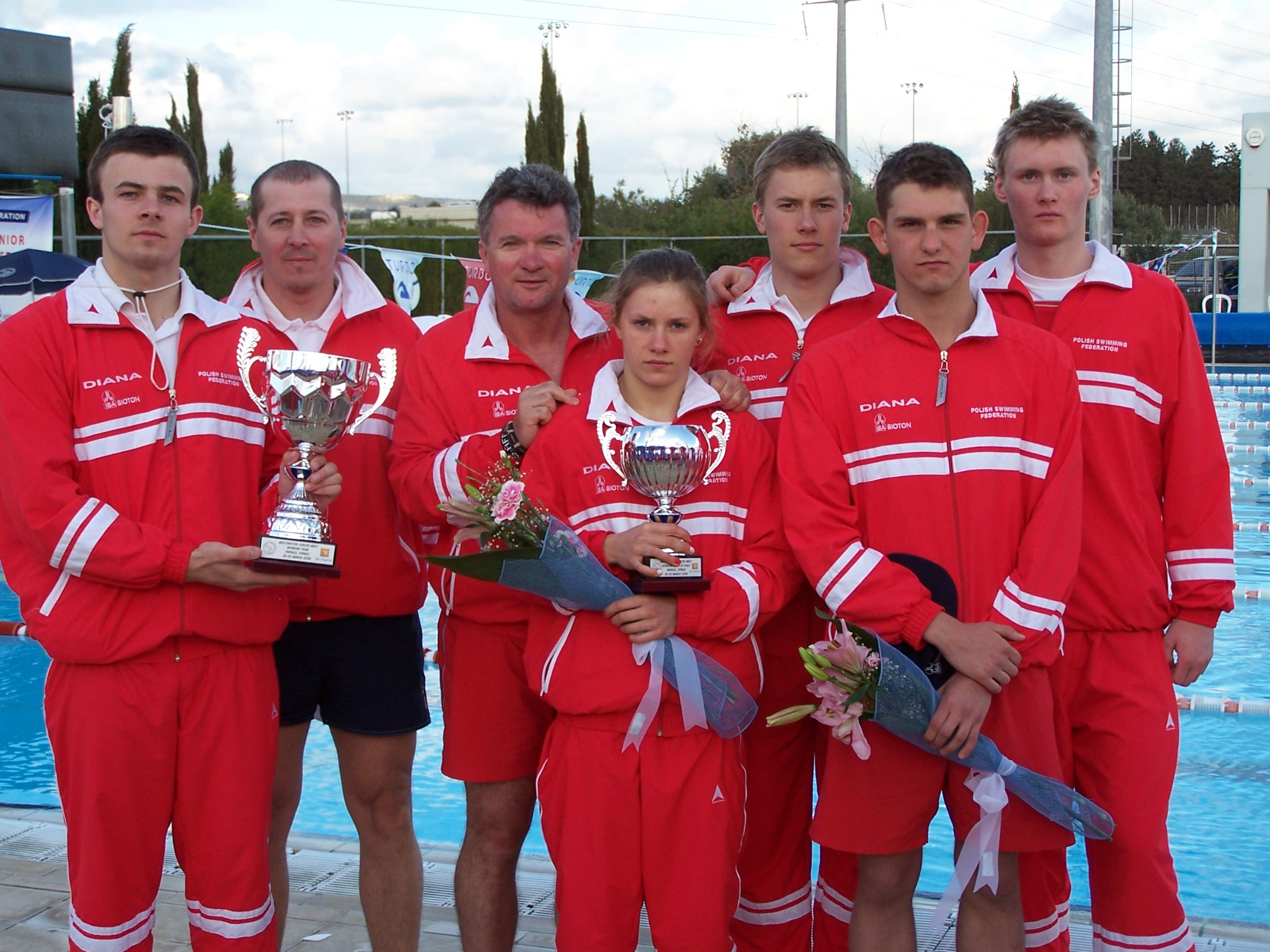
Oświęcimscy pływacy - reprezentanci Polski w meczu pływackim Cypr 2008

## Najlepsi zawodnicy 2007[3]

### Kobiety
- Patrycja Bajerkiewicz
- Anna Cembrzyńska
- Aleksandra Cisowska
- Ewa Gondek
- Patrycja Nguyen Hong
- Ewa Jamborska
- Sabina Kajtoch
- Beata Kulińska
- Aleksandra Nitka
- Iwona Prędecka
- Agnieszka Pustuła
- Paulina Sikora
- Marlena Świderska
- Aleksandra Zagrodnik
- Katarzyna Górniak (brązowy medal ME w Belgradzie)

### Mężczyźni
- Mateusz Czarnota
- Jan Daniec,
- Tomasz Gaszyk
- Wojciech Gnela
- Jakub Kieruj
- Mateusz Piątkowski
- Daniel Polak,
- Piotr Połącarz
- Tomasz Sobek
- Paweł Trenda
- Piotr Wielechowski
- Sławomir Wolniak
- Łukasz Zapała
- Dawid Zieja
- Krzysztof Zołnowski